# Lucas the Spider
Lucas the Spider – animowana postać pająka skakunowatego, której twórcą jest Joshua Slice. Postać wystąpiła w licznych krótkich filmikach publikowanych w serwisie YouTube (premiera pierwszego miała miejsce 5 listopada 2017), które spotkały się z bardzo pozytywnym odbiorem - przede wszystkim ze względu na urocze usposobienie Lucasa.
W lutym 2020 ogłoszono, że amerykańskie stacje Cartoon Network i Boomerang nabyły prawa do globalnej dystrybucji powstającego serialu telewizyjnego z serii Lucas The Spider.